# Kushim (Individuo)

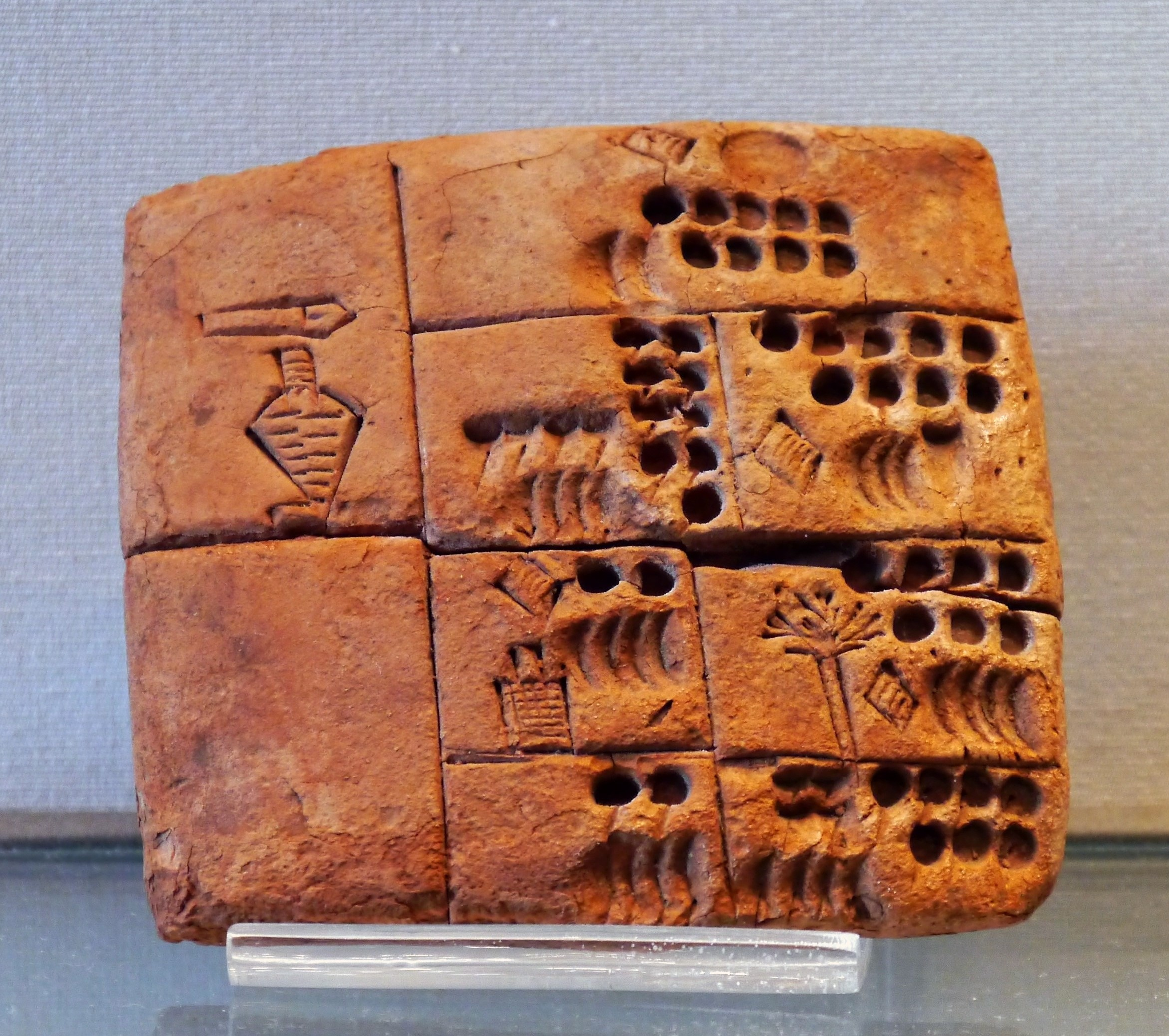
Tablilla de Kushim, en arcilla. Museo del Louvre.

Kushim se considera el nombre de una persona más antiguo que ha quedado registrado por escrito. Se encuentra en la Tablilla de Kushim, una antigua tablilla de arcilla sumeria, posiblemente un registro de contabilidad, datada c. 3400–3000 a. C.
El pictograma aparece en dieciocho tabletas, y se supone que es el nombre de un contable, o con menor probabilidad, el de una organización responsable de registrar las transacciones.